# رابی راتن
رابی راتن (انگلیسی: Robbie Rotten) یک شخصیت خیالی و آنتاگونیست اصلی در برنامه تلویزیونی ایسلندی لیزی تاون است. او دشمن اصلی قهرمانان مجموعه، اسپورتاکس و استفانی محسوب می‌شود که برخلاف او ورزش، تغذیه سالم و سبک زندگی فعال و سالم را ترویج می‌کنند.
سرگرمی‌های مورد علاقه رابی خوردن غذاهای ناسالم و تماشای تلویزیون است. رابی پوستی روشن، چشمان سبز مایل به خاکستری و موهای مشکی دارد و معمولاً یک کت و شلوار دو تکه مارون و بنفش با نوارهای طلایی، کفش رسمی، یک پیراهن سرمه ای با سرآستین و سرآستین می‌پوشد. او همچنین قدبلندترین شخصیت در مجموعه است.
از آنجا که رابی به شدت تنبل است، طبیعتاً با عواملی که موجب گسترش و نفوذ زندگی سالم در بین مردم لیزی تاون می‌شود مخالفت می‌کند و از طرح‌های مختلفی که اغلب شامل استفاده از لباس‌های مبدل می‌شود، بهره می‌گیرد تا زندگی سالم را بی‌اعتبار کند و اسپورتاکس (که او از آن با عنوان اسپورتافلاپ یاد می‌کند) را از شهر اخراج کند. اگرچه برنامه‌های او همیشه در پایان هر قسمت نقش بر آب می‌شود، از قضا زمانی که رابی نقشه‌هایش را اجرا می‌کند بسیار فعال است. این نقش توسط بازیگر ایسلندی، استوان کارل استوانسون در برنامه تلویزیونی نیکلودئون ایفا شد.

## تاریخچه شخصیت
در دومین اجرای نمایشی در ایسلند، این شخصیت گلانی گلایپر نام داشت و هنگامی که به شهر نقل مکان کرد، لباسی کاملاً مشکی به تن کرده بود. اما زمانی که با تغییر قیافه خود را به عنوان ریکی ریکی (مردی بسیار ثروتمند) معرفی کرد، یک کت و شلوار بنفش و کفش‌هایی شبیه به آنچه که رابی در سریال‌های تلویزیونی می‌پوشید به تن داشت، اگرچه در آن زمان هنوز موهایش پوشیده از ژل بود. در سریال تلویزیونی، رابی راتن کت و شلوار آبی سرمه ای، جلیقه بنفش و قرمز و کفش سفید با کفی مشکی به تن کرد.
ترانه "You Are a Pirate، آهنگ مورد علاقه استوان کارل در برنامه برای اجرا بود و از سال ۲۰۰۷، متن ترانه "هر کاری دوست داری انجام بده، چون دزد دریایی آزاد به انجام هر کاری است، تو یک دزد دریایی هستی" به یک الگوی رفتاری پر نقل در فرهنگ یوتیوب پوپ و هکر تبدیل شد، که اغلب به دریاگردی دیجیتال از طریق LimeWire اشاره می‌کند.
در حدود سال ۲۰۱۶، رابی راتن از طریق آهنگ " We Are Number One " به شهرت اینترنتی رسید. در سال ۲۰۱۶، انجمن r/dankmemes در ردیت، رابی راتن را به عنوان میم سال انتخاب کرد.
در ۲۱ آگوست ۲۰۱۸، استوان کارل استوانسون بر اثر سرطان مجرای صفراوی در سن ۴۳ سالگی درگذشت.